# كريسي
كريسي (بالبولندية: Kresy)،
تُلفظ بالبولندية: ‎[ˈkrɛsɨ]‏، ويُقصد بها الحدود الشرقية Kresy Wschodnie. كان مصطلحًا يشير إلى الجزء الشرقي من الجمهورية البولندية الثانية خلال فترة ما بين الحربين العالميتين (1918-1939). كان ما يقرب من نصف أراضي بولندا ما قبل الحرب زراعية ومتعددة الأعراق. موقعها التاريخي في الكومنولث البولندي الليتواني الشرقي، وما تبعه من عملية تقاسم، تم ضمها من قبل روسيا (باستثناء الجزء الجنوبي منها، بما في ذلك لفيف، التي استولت عليها ملكية هابسبورغ) وتنازلت عنها بولندا في عام 1921 بعد سلام ريغا. نتيجة للتغييرات التي حدثت على الحدود بعد الحرب العالمية الثانية، لم تعد أي من أراضي كريسي موجودة في بولندا اليوم.
الجمع البولندي لمصطلح كريسي يتوافق مع Okrainy الروسية (Oкраины)، أي «أراضي ما وراء»، والذي أعطى في نهاية المطاف أوكرانيا اسمها. كما أنه يتوافق مع «نطاق الاستيطان»، وهو مخطط ابتكرته كاثرين العظمى لمنع اليهود من الاستقرار في قلب الأرثوذكسية المسيحية في الإمبراطورية الروسية، مثل موسكو وسانت بطرسبرغ. تأسست بالي بعد التقسيم الثاني لبولندا واستمرت حتى ثورة 1917، عندما لم تعد الإمبراطورية الروسية موجودة. في أعقاب الحرب البولندية السوفيتية وسلام ريغا، أُعيد دمج كريسي في بولندا. ومع ذلك، كان السكان يتألفون بالفعل من مختلف الأقليات الدينية والعرقية، والتي تجاوزت عدد البولنديين العرقيين، على سبيل المثال اليهود في المدن الصغيرة التي تسمى shtetls والأوكرانيين في منطقة فولينيا.
تم التصديق على ضم الأراضي السوفيتية خلال الحرب العالمية الثانية في وقت لاحق من قبل الحلفاء في مؤتمر طهران ومؤتمر يالطا ومؤتمر بوتسدام. عندما تم حل الاتحاد السوفيتي في عام 1991، بقيت الأجزاء العديدة من كريسي داخل الجمهوريات السوفيتية السابقة عندما نالت استقلالها. على الرغم من أن الحدود الشرقية لم تعد جزءًا من بولندا، إلا أن المقاطعات لا تزال موطناً لأقلية بولندية، ويتم الحفاظ على ذكرى «كريسي»، باعتباره استمرارًا لدولتهم الطويلة التي استمرت قرونًا بين العديد منهم. ومع ذلك، في بولندا الحالية، تم فض الارتباط بـ«كريسي الأسطورية»، بما في ذلك رؤية المناطق قبل الحرب كأرض ريفية مسالمة، في الخطاب السياسي البولندي بعد انهيار الاتحاد السوفيتي.

## التاريخ
يعود تاريخ المستوطنات البولندية الشرقية إلى نشوء بولندا كدولة. في عام 1018، غزا الملك بوليسلاف الأول شروبري كييف روس (انظر تدخل بوليسلاو الأول في أزمة خلافة كييف، 1018)، واستولت على كييف. في عام 1340، أصبحت روثينيا الحمراء تحت السيطرة البولندية. بعد اتحاد لوبلين 1569، انتقل المزيد من المستوطنين البولنديين إلى المناطق الحدودية الشرقية للكومنولث البولندي الليتواني. جاء معظمهم من المقاطعات البولندية مازوفي وبولندا الصغرى. لقد انتقلوا تدريجيا نحو الشرق واستقرو في مناطق ذات كثافة سكانية منخفضة، يسكنها مستوطنون سابقون (ليتوانيون وروثنيون). علاوة على ذلك، قبلت الطبقات العليا من السكان الأصليين في كريسي الدين والثقافة واللغة البولندية، مما أدى إلى استيعابهم واستعمارهم.

### التسوية
من وجهة النظر الروسية، تضمنت «تسوية بالي» كل من بيلاروسيا وليتوانيا ومولدوفا، والكثير من أوكرانيا الحالية، وأجزاء من لاتفيا الشرقية، وشرق بولندا، وبعض أجزاء من غرب روسيا، والتي تتوافق عمومًا مع منطقة كريسي الكبرى والحديثة. هي اليوم من الحدود الغربية لروسيا.

### أثناء وبعد الحرب العالمية الثانية

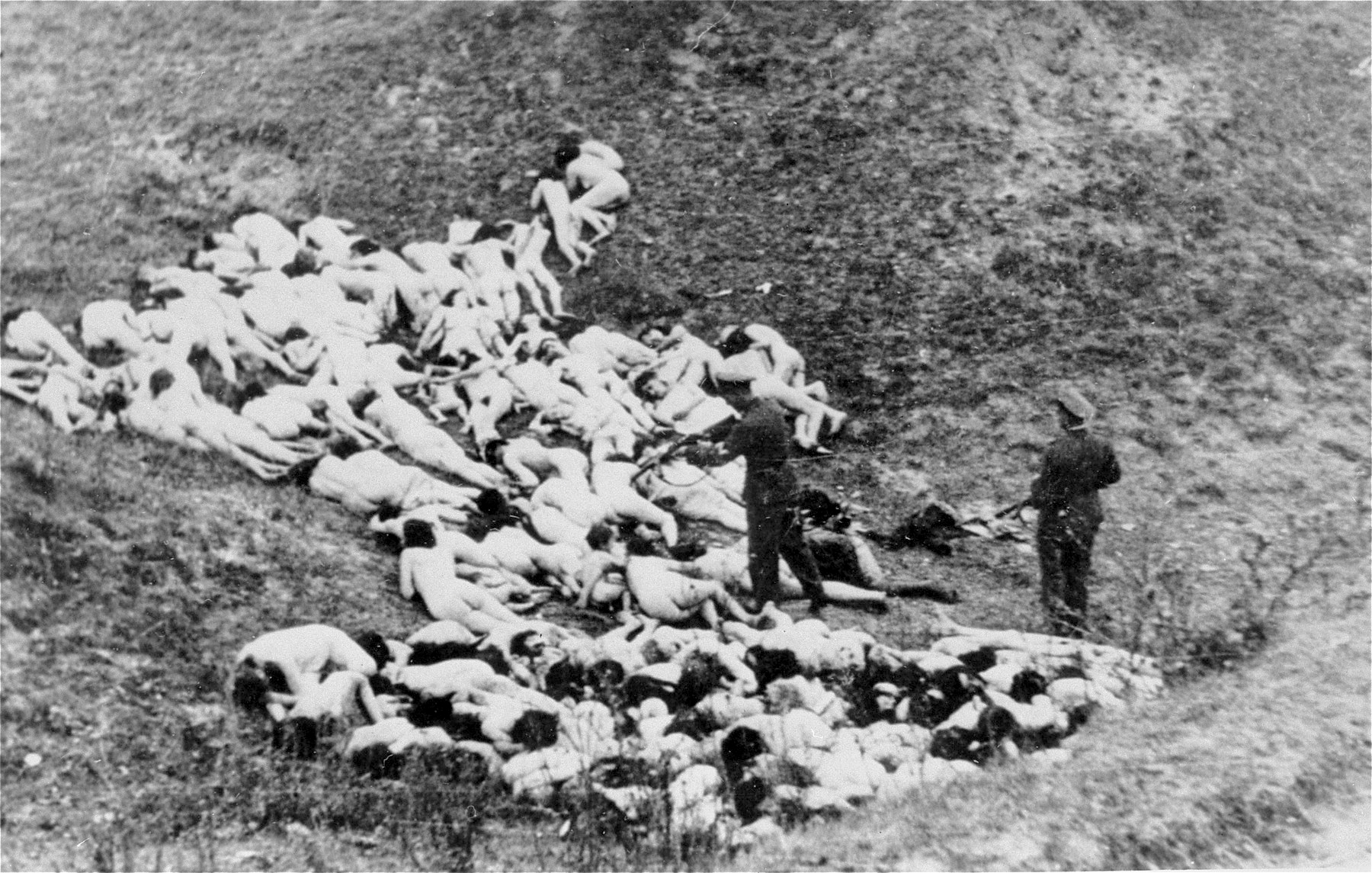
أعضاء من شرطة النظام الألمانية يطلقون النار على نساء وأطفال عراة في حي ميزوك اليهودي، أكتوبر 1942

نتيجة لاتفاق مولوتوف-ريبنتروب، في 17 سبتمبر 1939، تم ضم أراضي كريسي من قبل الاتحاد السوفيتي (انظر الغزو السوفيتي لبولندا)، وتم ترحيل جزء كبير من السكان البولنديين في كريسي إلى مناطق أخرى من الاتحاد السوفيتي بما في ذلك سيبيريا وكازاخستان. أعيد تعيين الحدود الجديدة بين ألمانيا النازية والاتحاد السوفيتي بموجب معاهدة الحدود الألمانية السوفيتية، الموقعة في 29 سبتمبر 1939. بعد انتخابات مجالس الشعب في أوكرانيا الغربية وغرب بيلاروسيا، تم تشكيل حكومات شيوعية لغرب أوكرانيا وبيلاروسيا الغربية وأعلنت على الفور عزمها على الانضمام إلى جمهورياتها في الاتحاد السوفيتي (انظر أيضًا أراضي بولندا التي ضمتها الاتحاد السوفيتي). بعد الغزو الألماني لاتحاد الجمهوريات الاشتراكية السوفياتية، تم استيعاب الجزء الجنوبي الشرقي من كريسي في الحكومة العامة لألمانيا الكبرى، في حين تم دمج الباقي مع مفوضية الرايخ أوستلاند والإدارة العسكرية في أوكرانيا. في 1943-1944، قامت وحدات من جيش التمرد الأوكراني، بمساعدة الفلاحين الأوكرانيين، بعمليات إبادة جماعية للبولنديين الذين يعيشون في جنوب شرق كريسي (انظر مذابح البولنديين في Wołyń).
في يناير 1944، وصلت القوات السوفيتية إلى الحدود البولندية السوفيتية السابقة، وبحلول نهاية يوليو 1944 قاموا مرة أخرى بإعادة ضم كامل الأراضي التي سيطر عليها الاتحاد السوفياتي في سبتمبر 1939 تحت سيطرتهم. خلال مؤتمر طهران في عام 1943، تم إنشاء حدود سوفيتية بولندية جديدة، والتي فرضت في الواقع عقوبات على معظم عمليات الاستحواذ على الأراضي السوفيتية في سبتمبر 1939 (باستثناء بعض المناطق المحيطة ببياليستوك و Przemyśl)، متجاهلة الاحتجاجات من الحكومة البولندية في المنفى في لندن. وافق مؤتمر بوتسدام، من خلال الاعتراف الملموس باللجنة البولندية للتحرير الوطني الموالية للسوفيات، ضمنيًا على ترحيل الشعب البولندي من كريسي (انظر نقل السكان البولنديين (1944-1946)). أمر السوفييت معظم السكان البولنديين في كريسي بالهجرة غربًا إلى المقاطعات الشرقية السابقة في ألمانيا، وأفرغتمن سكانها الألمان وأُعيد تسميتها باسم «المناطق المستعادة» لجمهورية بولندا الشعبية، بناءً على الاستيطان البولندي في العصور الوسطى. تم إجبار البولنديين من جنوب كريسي (أوكرانيا الآن) على الاستقرار بشكل رئيسي في سيليزيا، بينما تم نقل اولئك من الشمال (من بيلاروسيا وليتوانيا) إلى بوميرانيا ومازوريا. استقر السكان البولنديون في لفيف ليس فقط في فروتسواف، ولكن أيضًا في جليفيتش وبيتوم. تلك المدن لم تدمر خلال الحرب. كانوا أقرب نسبيا إلى الحدود الشرقية الجديدة لبولندا.
وإجمالا، بين 1944-1946، تم نقل أكثر من مليون بولندي من كريسي إلى الأراضي المستردة، بما في ذلك 150,000 من منطقة Wilno، و226,300 من Polesie، و133,900 من Wołyń، و 5000 من شمال بوكوفينا، و618200 من غاليسيا الشرقية. تم تنفيذ ما يسمى بالعودة الأولى للبولنديين (1944-1946) بطريقة فوضوية وغير منظمة. كان على الناس قضاء أسابيع، وحتى شهور في محطات السكك الحديدية، في انتظار نقلهم. خلال ذلك الوقت، تعرضوا لسرقة ممتلكاتهم من قبل السكان المحليين أو الجنود السوفيت أو عمال السكك الحديدية السوفيتية. بسبب نقص قطارات السكك الحديدية، تم في ليتوانيا في مرحلة ما تطبيق «سياسة حقيبة واحدة»، مما يعني أن البولنديين اضطروا إلى ترك كل ممتلكاتهم. لقد سافروا بعربات الشحن أو في العراء (عربات مفتوحة)، وكانت الرحلات طويلة وخطيرة، حيث لم تكن هناك حماية من الجيش أو الشرطة.
في فترة ما بعد الحرب مباشرة، اعتُبر الشيوعيون البولنديون، الذين تنازلوا عن الحدود الشرقية للاتحاد السوفيتي، خونة، وكان ووديساو غوموكا، السكرتير الأول لحزب العمال البولندي، على دراية تامة بذلك. تحدث الأشخاص الذين انتقلوا من الشرق إلى المناطق المسترجعة فيما بينهم حول عودتهم إلى لوو والمواقع الشرقية الأخرى، والعودة الألمانية إلى سيليزيا، كنتيجة للحرب العالمية الثالثة، التي سيهزم فيها الحلفاء الغربيون السوفيت. كان من بين الاحاديث الدائرة في فترة ما بعد الحرب: «قنبلة ذرية واحدة فقط، وسنعود إلى لوو»("Jedna bomba atomowa i wrócimy znów do Lwowa"). كان المستوطنون البولنديون في المناطق الألمانية السابقة غير متاكدين من مستقبلهم هناك حتى سبعينيات القرن الماضي (انظر Warschauer Kniefall). لم يشعر المستوطنون الشرقيون بأنهم في وطنهم في سيليزيا السفلى، ونتيجة لذلك، لم يهتموا بالآلات والمزارع التي هجرها الألمان. كانت لوبيوميرز عام 1945 في حالة جيدة، لكن في السنوات التالية، ترك المستوطنون البولنديون من منطقة تشورتكوف في بودوليا لتصبح خرابًا. كان الألمان على علم بذلك. في عام 1959، كتبت المصادر الألمانية أن سيليزيا السفلى قد دمرها البولنديون. يوضح زديزواخ ماخ، عالم اجتماع من جامعة جاجيلونيان، أنه عندما أُجبر البولنديون على إعادة التوطين في الغرب، الذي استاءوا منه، اضطروا إلى مغادرة الأرض التي اعتبروها مقدسة والانتقال إلى المناطق التي يسكنها العدو. بالإضافة إلى ذلك، لم تستثمر السلطات الشيوعية في البداية في المناطق المستردة لأنهم، مثل المستوطنين، لم يكونوا متأكدين منذ فترة طويلة من مستقبل هذه الأراضي. كما يقول ماخ، عاش الناس في غرب بولندا لسنوات «في حقائبهم»، حازمين كل ممتلكاتهم في حالة العودة إلى الشرق.

## السكان بين الحربين
كان سكان كريسي متعددي الأعراق، ضمو البولنديين واليهود والأوكرانيين والبيلاروسيا. وفقًا للإحصاءات البولندية الرسمية من فترة ما بين الحربي، شكل البولنديون أكبر مجموعة لغوية في هذه المناطق، وكانوا من الناحية السكانية أكبر مجموعة عرقية في المدن. ومن بين الأقليات القومية الأخرى الليتوانيون والقريميين (في الشمال)، واليهود (المنتشرين في المدن والبلدات في جميع أنحاء المنطقة)، والتشيك والألمان (في Wołyń و East Galicia) والأرمن والهنغاريين (في ليفيف) وكذلك الروس والتتار.

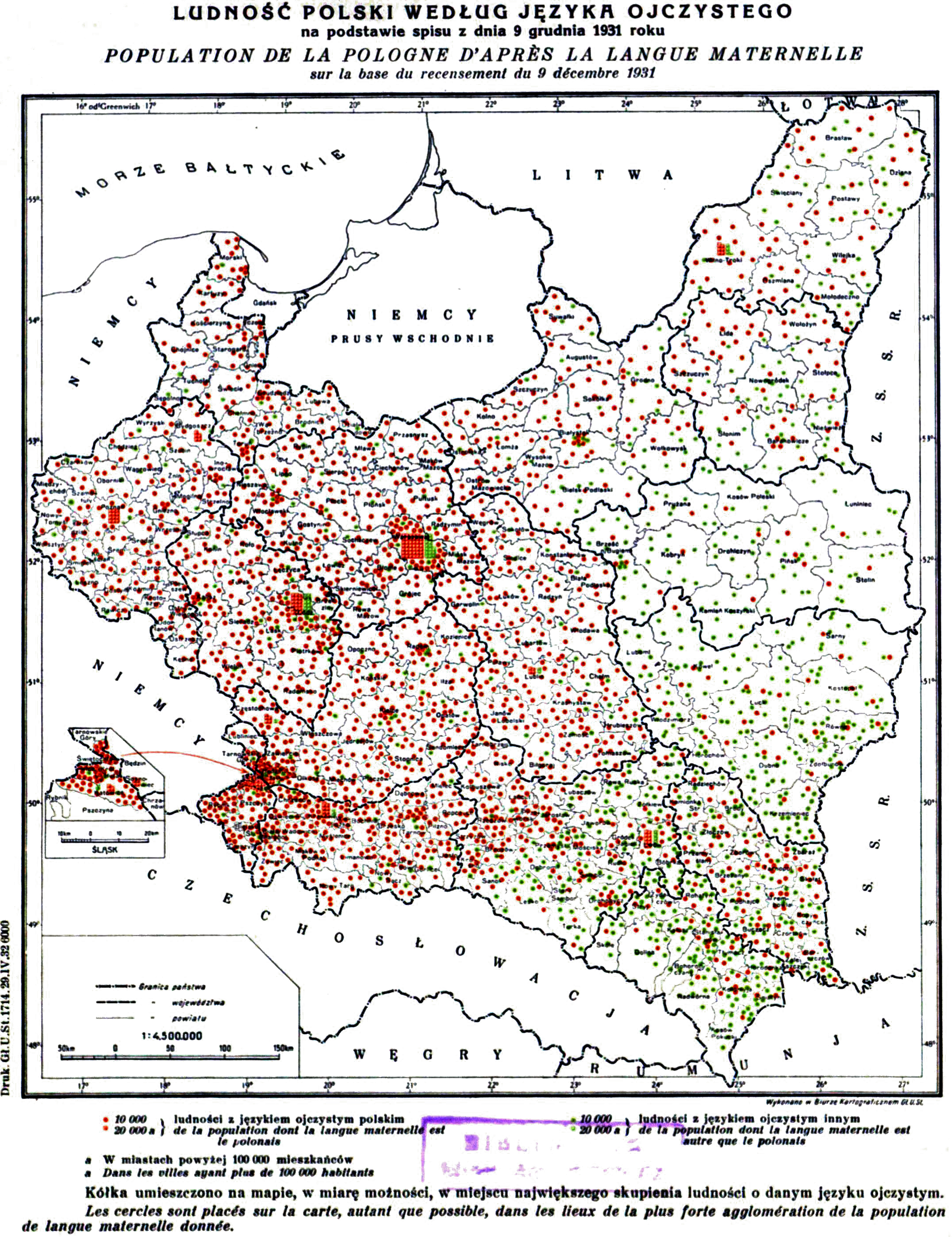
خريطة الناطقين بالبولندية (أحمر) مقابل لغات أخرى (الأخضر) وفقًا للتعداد البولندي لعام 1931؛ الخريطة الأصلية من قبل المكتب الرئيسي للإحصاء

كانت نسب اللغات المحلية المختلفة في كل voivodeship في عام 1931، وفقًا للتعداد البولندي لعام 1931، كما يلي:
- Lwów فويفود؛ 58 ٪ البولندية، 34 ٪ الأوكرانية، 8 ٪ اليديشية
- Nowogrodek Voivideship؛ 53 ٪ البولندية، 39 ٪ البيلاروسية، 7 ٪ اليديشية، 1 ٪ الروسية
- بوليس فويفود؛ 63 ٪ «أخرى» أو Tutejsi، 14٪ البولندية، 10 ٪ اليديشية، 6 ٪ البيلاروسية، 5 ٪ الأوكرانية
- Stanisławów فويفود؛ 69 ٪ الأوكرانية، 23 ٪ البولندية، 7 ٪ اليديشية، 1 ٪ الألمانية
- تارنوبول فويفود؛ 49 ٪ البولندية، 46 ٪ الأوكرانية، 5 ٪ اليديشية
- ويلنو فويفود؛ 60 ٪ البولندية، 23 ٪ البيلاروسية، 8 ٪ اليديشية، 3 ٪ الروسية، 8 ٪ أخرى (بما في ذلك الليتوانية)
- فولهينيا فويفود؛ 68 ٪ الأوكرانية، 17 ٪ البولندية، 10 ٪ اليديشية، 2 ٪ الألمانية، 1 ٪ الروسية، 2 ٪ أخرى
- بياليستوك فويفود؛ 67 ٪ البولندية، 16 ٪ البيلاروسية، 12 ٪ اليديشية، 3 ٪ الروسية، 2 ٪ أخرى [10]

بالإضافة إلى البولنديين في شرق بولندا سابقا، كانت هناك أيضًا مجتمعات بولندية كبيرة في الاتحاد السوفيتي وفي دول البلطيق. يمكن تقدير عدد السكان البولنديين شرق خط كرزون قبل الحرب العالمية الثانية من خلال إضافة أرقام بولندا الشرقية السابقة والاتحاد السوفيتي قبل عام 1939:
| 1. بولندا بين الحربين         | اللغة الأم البولندية (منهم الروم الكاثوليك) | المصدر (التعداد)           | اليوم جزء من:            |
| ----------------------------- | ------------------------------------------- | -------------------------- | ------------------------ |
| جنوب شرق بولندا               | 2,249703 (1765765)                          | التعداد البولندي لعام 1931 | وصلة=\|حدود أوكرانيا     |
| شمال شرق بولندا               | 1,663,888 (1,358,029)                       | 1931 الإحصاء البولندي      | وصلة=\|حدود ووصلة=\|حدود |
| 2. Interwar الاتحاد السوفياتي | البولنديون العرقيون حسب الإحصاء الرسمي      | المصدر (التعداد)           | اليوم جزء من:            |
| أوكرانيا السوفيتية            | 476435                                      | 1926 الإحصاء السوفيتي      | وصلة=\|حدود أوكرانيا     |
| روسيا البيضاء السوفيتية       | 97498                                       | 1926 الإحصاء السوفيتي      | وصلة=\|حدود بيلاروسيا    |
| روسيا السوفيتية               | 197827                                      | 1926 الإحصاء السوفيتي      | وصلة=\|حدود روسيا        |
| بقية الاتحاد السوفياتي        | 10574                                       | 1926 الإحصاء السوفيتي      |                          |
| 3. دول بحر البلطيق            | البولنديون العرقيون حسب الإحصاء الرسمي      | المصدر (التعداد)           | اليوم جزء من:            |
| ليتوانيا                      | 65599                                       | 1923 التعداد الليتواني     | وصلة=\|حدود ليتوانيا     |
| لاتفيا                        | 59374                                       | 1930 تعداد لاتفيا          | وصلة=\|حدود لاتفيا       |
| استونيا                       | 1608                                        | 1934 التعداد الاستوني      | وصلة=\|حدود إستونيا      |
| المجموع (1. 2. 3.)            | من 4 إلى 5 ملايين بولندي عرقي               |                            |                          |

### أكبر المدن والبلدات
في عام 1931، كانت أكبر عشر مدن في الحدود البولندية الشرقية: لفيف (312200 نسمة)، فيلنيوس (195100 نسمة)، إيفانو-فرانكيفسك (60000 نسمة)، غرودنو (49700 نسمة)، برست ناد بوجيم (ص. 48،400)، بوريسلاف (41,500 نسمة)، روفنو (40،600 نسمة)، ترنوبل (35,600 نسمة)، لوتسك (35,600 نسمة) وKo andomyja 33,800 نسمة).
| City        | Pop.    | Polish          | Yiddish        | Hebrew        | German       | Ukrainian      | Belarusian    | Russian      | Lithuanian   | Other      | Today part of: |
| ----------- | ------- | --------------- | -------------- | ------------- | ------------ | -------------- | ------------- | ------------ | ------------ | ---------- | -------------- |
| Lwów        | 312,231 | 63.5% (198,212) | 21.6% (67,520) | 2.5% (7,796)  | 0.8% (2,448) | 11.3% (35,137) | 0% (24)       | 0.1% (462)   | 0% (6)       | 0.2% (626) | أوكرانيا       |
| Wilno       | 195,071 | 65.9% (128,628) | 24.4% (47,523) | 3.6% (7,073)  | 0.3% (561)   | 0.1% (213)     | 0.9% (1,737)  | 3.8% (7,372) | 0.8% (1,579) | 0.2% (385) | ليتوانيا       |
| Stanisławów | 59,960  | 43.7% (26,187)  | 34.4% (20,651) | 3.8% (2,293)  | 2.2% (1,332) | 15.6% (9,357)  | 0% (3)        | 0.1% (50)    | 0% (1)       | 0.1% (86)  | أوكرانيا       |
| Grodno      | 49,669  | 47.2% (23,458)  | 39.7% (19,717) | 2.4% (1,214)  | 0.2% (99)    | 0.2% (83)      | 2.5% (1,261)  | 7.5% (3,730) | 0% (22)      | 0.2% (85)  | بيلاروسيا      |
| Brześć      | 48,385  | 42.6% (20,595)  | 39.3% (19,032) | 4.7% (2,283)  | 0% (24)      | 0.8% (393)     | 7.1% (3,434)  | 5.3% (2,575) | 0% (1)       | 0.1% (48)  | بيلاروسيا      |
| Borysław    | 41,496  | 55.3% (22,967)  | 24.4% (10,139) | 1% (399)      | 0.5% (209)   | 18.5% (7,686)  | 0% (4)        | 0.1% (37)    | 0% (2)       | 0.1% (53)  | أوكرانيا       |
| Równe       | 40,612  | 27.5% (11,173)  | 50.8% (20,635) | 4.7% (1,922)  | 0.8% (327)   | 7.9% (3,194)   | 0.1% (58)     | 6.9% (2,792) | 0% (4)       | 1.2% (507) | أوكرانيا       |
| Tarnopol    | 35,644  | 77.7% (27,712)  | 11.6% (4,130)  | 2.4% (872)    | 0% (14)      | 8.1% (2,896)   | 0% (2)        | 0% (6)       | 0% (0)       | 0% (12)    | أوكرانيا       |
| Łuck        | 35,554  | 31.9% (11,326)  | 46.3% (16,477) | 2.2% (790)    | 2.3% (813)   | 9.3% (3,305)   | 0.1% (36)     | 6.4% (2,284) | 0% (1)       | 1.5% (522) | أوكرانيا       |
| Kołomyja    | 33,788  | 65% (21,969)    | 19.3% (6,506)  | 0.9% (292)    | 3.6% (1,220) | 11.1% (3,742)  | 0% (0)        | 0% (6)       | 0% (2)       | 0.2% (51)  | أوكرانيا       |
| Drohobycz   | 32,261  | 58.4% (18,840)  | 23.5% (7,589)  | 1.2% (398)    | 0.4% (120)   | 16.3% (5,243)  | 0% (13)       | 0.1% (21)    | 0% (0)       | 0.1% (37)  | أوكرانيا       |
| Pińsk       | 31,912  | 23% (7,346)     | 50.3% (16,053) | 12.9% (4,128) | 0.1% (45)    | 0.3% (82)      | 4.3% (1,373)  | 9% (2,866)   | 0% (2)       | 0.1% (17)  | بيلاروسيا      |
| Stryj       | 30,491  | 42.3% (12,897)  | 28.5% (8,691)  | 2.9% (870)    | 1.6% (501)   | 24.6% (7,510)  | 0% (0)        | 0% (10)      | 0% (0)       | 0% (12)    | أوكرانيا       |
| Kowel       | 27,677  | 37.2% (10,295)  | 39.1% (10,821) | 7.1% (1,965)  | 0.2% (50)    | 9% (2,489)     | 0.1% (27)     | 7.1% (1,954) | 0% (1)       | 0.3% (75)  | أوكرانيا       |
| Włodzimierz | 24,591  | 39.1% (9,616)   | 35.1% (8,623)  | 8.1% (1,988)  | 0.6% (138)   | 14% (3,446)    | 0.1% (18)     | 2.9% (724)   | 0% (0)       | 0.2% (38)  | أوكرانيا       |
| Baranowicze | 22,818  | 42.8% (9,758)   | 38.4% (8,754)  | 2.9% (669)    | 0.1% (25)    | 0.2% (50)      | 11.1% (2,537) | 4.4% (1,006) | 0% (1)       | 0.1% (18)  | بيلاروسيا      |
| Sambor      | 21,923  | 61.9% (13,575)  | 22.5% (4,942)  | 1.7% (383)    | 0.1% (28)    | 13.2% (2,902)  | 0% (4)        | 0% (4)       | 0% (0)       | 0.4% (85)  | أوكرانيا       |
| Krzemieniec | 19,877  | 15.6% (3,108)   | 34.7% (6,904)  | 1.7% (341)    | 0.1% (23)    | 42.4% (8,430)  | 0% (6)        | 4.4% (883)   | 0% (2)       | 0.9% (180) | أوكرانيا       |
| Lida        | 19,326  | 63.3% (12,239)  | 24.6% (4,760)  | 8% (1,540)    | 0% (5)       | 0.1% (28)      | 2.1% (414)    | 1.7% (328)   | 0% (2)       | 0.1% (10)  | بيلاروسيا      |
| Czortków    | 19,038  | 55.2% (10,504)  | 22.4% (4,274)  | 3.1% (586)    | 0.1% (11)    | 19.1% (3,633)  | 0% (0)        | 0.1% (17)    | 0% (0)       | 0.1% (13)  | أوكرانيا       |
| Brody       | 17,905  | 44.9% (8,031)   | 34% (6,085)    | 1% (181)      | 0.2% (37)    | 19.8% (3,548)  | 0% (5)        | 0.1% (9)     | 0% (0)       | 0.1% (9)   | أوكرانيا       |
| Słonim      | 16,251  | 52% (8,452)     | 36.5% (5,927)  | 4.7% (756)    | 0.1% (9)     | 0.3% (45)      | 4% (656)      | 2.3% (369)   | 0% (2)       | 0.2% (35)  | بيلاروسيا      |